# From Buraka to the World
 (juin 2018).
Si vous disposez d'ouvrages ou d'articles de référence ou si vous connaissez des sites web de qualité traitant du thème abordé ici, merci de compléter l'article en donnant les références utiles à sa vérifiabilité et en les liant à la section « Notes et références ».
Albums de Buraka Som Sistema
Black Diamond
(2008)
Singles
1. Yah!
Sortie : 2006
2. Wawaba
Sortie : 2007

From Buraka to the World est le premier album studio, paru sous forme d'EP, du groupe portugais de kuduro et kizomba Buraka Som Sistema, sorti en août 2006 sur le label Enchufada (en).

## Liste des titres
| 1.    | Intro                | 0:32 |
| 2.    | Buraka entra!        | 4:44 |
| 3.    | Yah! (feat. Petty)   | 3:28 |
| 4.    | A morte do sonic     | 4:05 |
| 5.    | Com respeito         | 4:11 |
| 6.    | Coozi o mambo        | 3:33 |
| 7.    | Wawaba (feat. Petty) | 3:37 |
| 8.    | Sem makas            | 5:50 |
| 30:00 |                      |      |

| Titres bonus - Réédition 2007 (EP, Portugal, Enchufada) et support numérique | Titres bonus - Réédition 2007 (EP, Portugal, Enchufada) et support numérique | Titres bonus - Réédition 2007 (EP, Portugal, Enchufada) et support numérique | Titres bonus - Réédition 2007 (EP, Portugal, Enchufada) et support numérique | Titres bonus - Réédition 2007 (EP, Portugal, Enchufada) et support numérique | Titres bonus - Réédition 2007 (EP, Portugal, Enchufada) et support numérique | Titres bonus - Réédition 2007 (EP, Portugal, Enchufada) et support numérique | Titres bonus - Réédition 2007 (EP, Portugal, Enchufada) et support numérique | Titres bonus - Réédition 2007 (EP, Portugal, Enchufada) et support numérique | Titres bonus - Réédition 2007 (EP, Portugal, Enchufada) et support numérique |
| No                                                                           | Titre                                                                        | Durée                                                                        |                                                                              |                                                                              |                                                                              |                                                                              |                                                                              |                                                                              |                                                                              |
| ---------------------------------------------------------------------------- | ---------------------------------------------------------------------------- | ---------------------------------------------------------------------------- | ---------------------------------------------------------------------------- | ---------------------------------------------------------------------------- | ---------------------------------------------------------------------------- | ---------------------------------------------------------------------------- | ---------------------------------------------------------------------------- | ---------------------------------------------------------------------------- | ---------------------------------------------------------------------------- |
| 9.                                                                           | D...D...D...D...Jay                                                          | 3:47                                                                         |                                                                              |                                                                              |                                                                              |                                                                              |                                                                              |                                                                              |                                                                              |
| 10.                                                                          | Wawaba (v. 1.8)                                                              | 3:39                                                                         |                                                                              |                                                                              |                                                                              |                                                                              |                                                                              |                                                                              |                                                                              |
| 37:32                                                                        |                                                                              |                                                                              |                                                                              |                                                                              |                                                                              |                                                                              |                                                                              |                                                                              |                                                                              |

## Équipes technique et production
- Production : Buraka Som Sistema
- Producteur délégué : Inês Valdez, Kalaf, Lil John
- Mastering : Bo Kondren
- Mixage, enregistrement : Lil John
- Artwork, design : Unidade Gráfica
- Photographie : Ana Gilbert